# UEFA Champions League 2006/07 (1/8 finale) AC Milan - Celtic FC
Deze pagina is een subpagina van het artikel UEFA Champions League 2006/07. Hierin wordt de wedstrijd in de 1/8 finale tussen AC Milan en Celtic FC gespeeld op 7 maart nader uitgelicht.

## Wedstrijdgegevens
| Datum                | 7 maart 2007                      | 7 maart 2007                      |
| Stadion              | Stadio Giuseppe Meazza, Milaan    | Stadio Giuseppe Meazza, Milaan    |
| Toeschouwers         | 52.918                            | 52.918                            |
| Scheidsrechter       | Konrad Plautz AUT                 | Konrad Plautz AUT                 |
| Assistenten          | Egon Bereuter AUT Markus Mayr AUT | Egon Bereuter AUT Markus Mayr AUT |
| Vierde man           | Fritz Stuchlik AUT                | Fritz Stuchlik AUT                |
| Man van de wedstrijd | Kaká (AC Milan)                   | Kaká (AC Milan)                   |
|                      | AC Milan                          | Celtic FC                         |
| Doelpunten           | 1                                 | 0                                 |
| Gele kaarten         | 1                                 | 4                                 |
| Rode kaarten         | 0                                 | 0                                 |
| Wissels              | 3                                 | 3                                 |
| Schoten op doel      | 9                                 | 3                                 |
| Schoten naast doel   | 20                                | 4                                 |
| Overtredingen        | 22                                | 29                                |
| Hoekschoppen         | 11                                | 3                                 |
| Buitenspel           | 3                                 | 4                                 |
| Strafschoppen        | 0                                 | 0                                 |
| Balbezit (tijd)      | 42 min                            | 35 min                            |
| Balbezit (%)         | 54%                               | 46%                               |

| AC Milan | 1-0            | Celtic FC |
| 105'+ Kaká | goals (assist) | |
| Carlo Ancelotti | coach          | Gordon Strachan |
| Dida Paolo Maldini Gennaro Gattuso ( 79') Filippo Inzaghi ( 73') Clarence Seedorf Marek Jankulovski Andrea Pirlo Kaká Massimo Ambrosini Daniele Bonera Massimo Oddo ( 120') | Opstellingen   | Artur Boruc Paul Telfer Lee Naylor Jan Vennegoor of Hesselink Evander Sno ( 105') Neil Lennon Jiří Jarošík ( 62') Shunsuke Nakamura ( 120') Stephen McManus Aiden McGeady Darren O'Dea |
| Alberto Gilardino ( 73') Cristian Brocchi ( 79') Dario Šimić ( 120') | Wissels        | Thomas Gravesen ( 62') Craig Beattie ( 105') Kenny Miller ( 120') |
| 42' Massimo Ambrosini | gele kaarten   | 41' Stephen McManus 56' Lee Naylor 86' Aiden McGeady 105' Neil Lennon |
| | rode kaarten   | |

## Nabeschouwing
Dankzij het doelpunt van Kaká kwalificeerde AC Milan zich voor de zesde keer op rij voor de kwartfinales van de Champions League.